# 남자는 괴로워 38
남자는 괴로워 38(男はつらいよ 知床慕情, It's Tough To Be A Man: Shiretako Longing)은 일본에서 제작된 야마다 요지 감독의 1987년 코미디, 드라마 영화이다. 아츠미 키요시 등이 주연으로 출연하였고 시마즈 키요시 등이 제작에 참여하였다.

## 출연

### 주연
- 아츠미 키요시
- 바이쇼 치에코

### 조연
- 미후네 도시로
- 아와지 케이코
- 타케시타 케이코
- 마에다 긴
- 시모조 마사미
- 미사키 치에코
- 다자이 히사오
- 류 치슈
- 사토 가지로
- 요시오카 히데타카
- 세키 케이로쿠
- 이세이 오가타
- 카사노 타카시
- 히에이즈미 키미히로
- 아카츠카 마코토
- 유이 마사유키
- 사카모토 나가토시
- 카사이 카즈히코
- 스마 케이
- 미호 쥰

## 제작진
- 미술: 데가와 미츠오